# Vuelo 967 de Armavia
El vuelo 967 de Armavia (U8 967/RNV 967) fue un vuelo de pasajeros programado operado por Armavia la aerolínea internacional más grande y aerolínea bandera de Armenia (hasta su cese de operaciones el 1° de abril de 2013) desde el aeropuerto Internacional de Zvartnots en Armenia a Sochi, una ciudad costera del Mar Negro en Rusia. El 3 de mayo de 2006 el avión que operaba la ruta era un Airbus A320-200 se estrelló en el mar tras un intento de dar la vuelta luego de su primer acercamiento a Sochi, muriendo las 113 personas a bordo. 
Fue el segundo accidente importante de un Airbus A320 en la década de los 2000 hasta el accidente del vuelo 3054 de TAM, (hoy LATAM Brasil). Y el segundo más mortal solo superado por el vuelo 72 de Gulf Air en el año 2000. Fue el primer y único accidente fatal de Armavia.

## Aeronave

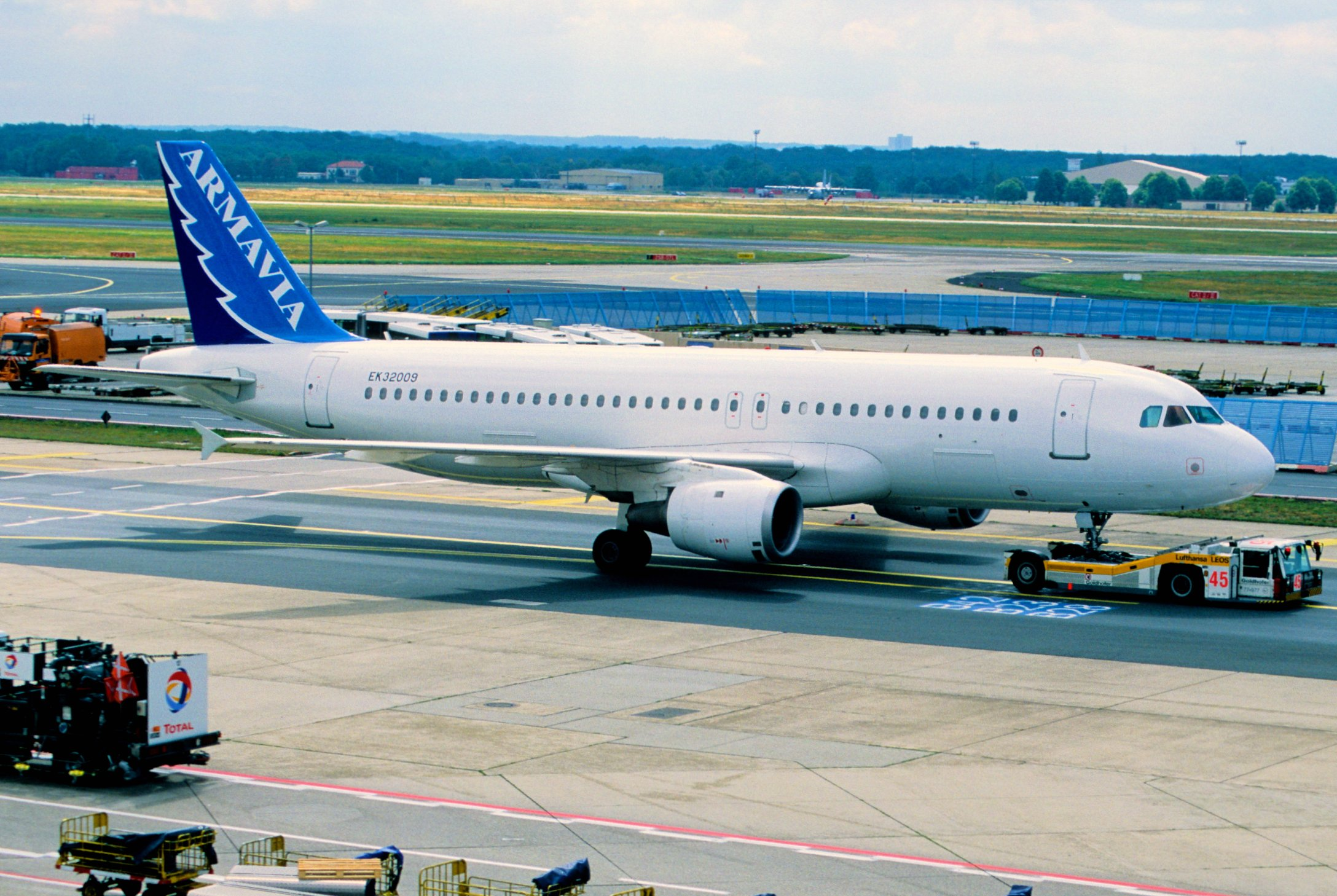
El avión involucrado en el accidente pero con una librea vieja, tomada en 2004

La aeronave involucrada fue construida en Francia con su primer vuelo en junio de 1995. Tenía un número MSN 547 con un código de registro de prueba de F-WWIU. El avión se entregó en 1995 a Ansett Australia, registrado en Australia como VH-HYO. Fue adquirido por Armavia en 2004 registrado como EK-32009 con su nombre como Mesrop Mashtots. Armavia volvió a pintar el avión con su nueva librea el 31 de octubre de 2004. Tenía 10 años y 10 meses al momento del accidente.
El avión había volado más de 10.000 horas antes del accidente.

## Pasajeros y tripulación
La mayoría de los pasajeros eran ciudadanos de Armenia. Según los informes, el vuelo tenía 85 ciudadanos armenios (incluida toda la tripulación), 26 ciudadanos rusos, un ciudadano georgiano y un ciudadano ucraniano.
El capitán del vuelo 967 era Grigor Grigoryan, de 40 años. Nacido en 1966, había completado su formación primaria en la Escuela de Vuelo Civil de Krasnokutsk. Se graduó en 1986 y también se graduó en el Instituto de Ingenieros de Aviación Civil de Moscú. Se unió a Balaklavsky United como copiloto en 1986. Luego se unió a Ararat Airlines en 1997 como capitán de un Yakovlev Yak-40. Luego se unió a Armavia como copiloto de un Airbus A320 en 2004 y posteriormente ascendió a Capitán en 2005. Había pasado una prueba para Capitán de Airbus A320 en SAS Flight Academy en Estocolmo, Suecia con resultados satisfactorios. El capitán Grigoryan tuvo un total de 5458 horas de experiencia de vuelo, incluidas 1436 horas en el Airbus A320. 
El primer oficial (copiloto) del vuelo 967 era Arman Davtyan, de 29 años. Nació en 1977 y completó su formación primaria en la Escuela de Vuelo Civil de Ulyanovsk y se graduó en 1999. Luego se unió a Chernomor-Avia en diciembre de 2001 como copiloto de un Tupolev Tu-154. Se unió a Armavia en 2002, se unió a Armenian Airlines en 2004 y luego se unió a Armavia nuevamente en el mismo año. El primer oficial Davtyan había aprobado un curso de formación para un Airbus A320 en SAS Flight Academy en Estocolmo, Suecia, con resultados satisfactorios. Tenía 2.185 horas de vuelo, 1.022 de ellas en el Airbus A320.

## Accidente
El avión despegó del Aeropuerto Internacional de Zvartnots (EVN) a una hora de salida programada a las 01:45 hora de verano de Armenia (20:45 UTC, 2 de mayo) y con una hora de llegada programada al Aeropuerto Internacional de Sochi (AER) a las 02:00 de Moscú. Hora de verano (22:00 UTC, 2 de mayo). 
Para tomar su decisión de salida, la tripulación obtuvo los datos meteorológicos observados y la previsión meteorológica para los aeródromos de despegue, aterrizaje y alternos, todos los cuales cumplían con los requisitos para vuelos IFR. Toda la tripulación estaba debidamente autorizada y descansaba adecuadamente para operar el vuelo.
El avión despegó del aeropuerto de Zvartnots a las 20:47. Había 113 ocupantes a bordo: 105 pasajeros (incluidos 5 niños y 1 bebé), 2 pilotos, 1 ingeniero de aviación y 5 auxiliares de vuelo. El despegue, el ascenso y el crucero transcurrieron sin incidentes.
La primera comunicación entre el controlador de aproximación de Sochi y la tripulación tuvo lugar a las 21:10. En ese momento el avión estaba más allá del área de cobertura del radar de Sochi. Hasta las 21:17, el controlador de aproximación y la tripulación discutieron el clima observado y pronosticado, y como resultado, la tripulación decidió regresar a Ereván. A las 21:26, después de que ya se había tomado la decisión, la tripulación preguntó al controlador sobre el último clima observado. A las 21:30 el controlador informó a la tripulación que la visibilidad era de 3.600 metros (2,2 millas) y el techo de nubes de 170 m (560 pies). A las 21:31 la tripulación decidió continuar el vuelo hacia el aeropuerto de Sochi.
La siguiente comunicación con el controlador de aproximación fue a las 22:00 horas. En ese momento, la aeronave descendía a una altitud de 3.600 m (11.800 pies) y estaba siendo rastreada por el radar de Sochi. El controlador de aproximación autorizó el vuelo para un descenso a 1.800 m (5.900 ft) e informó del tiempo observado en Sochi, a las 22:00, para la pista 06, que estaba por encima de los mínimos.
Luego, la tripulación fue entregada a los controladores de espera y de torre, y se le autorizó el descenso a 600 m (2.000 pies) antes de entrar en el giro hacia la aproximación final. Mientras se realizaba el viraje, se sobrepasó la línea central extendida de la pista. Después de eliminar la desviación, la tripulación comenzó a descender la aeronave a lo largo de la pendiente de planeo, siguiendo el patrón de aproximación.
A las 22:10 la tripulación informó que el tren estaba bajado y que estaban listos para aterrizar. En respuesta, se les informó que estaban a 10 kilómetros (6,2 millas; 5,4 millas náuticas) del aeropuerto y que el tiempo era ahora de 4.000 m (13.000 pies) de visibilidad por 190 m (620 pies) de techo de nubes, y estaban autorizados para aterrizar. Sin embargo, unos 30 segundos más tarde, el controlador avisó a la tripulación del techo de nubes observado a 100 m (330 pies) y les indicó que detuvieran el descenso, abandonaran el intento de aterrizaje y realizaran un viraje a la derecha y ascendieran a 600 m (2000 ft) y también para contactar al controlador de espera, quien da instrucciones para ingresar al patrón de espera del aeropuerto.
La última comunicación con la tripulación fue a las 22:12. Después de eso, la tripulación no respondió a ninguna de las llamadas del controlador. A las 22:13 el avión chocó contra el agua y se rompió al impactar.

## Búsqueda y recuperación

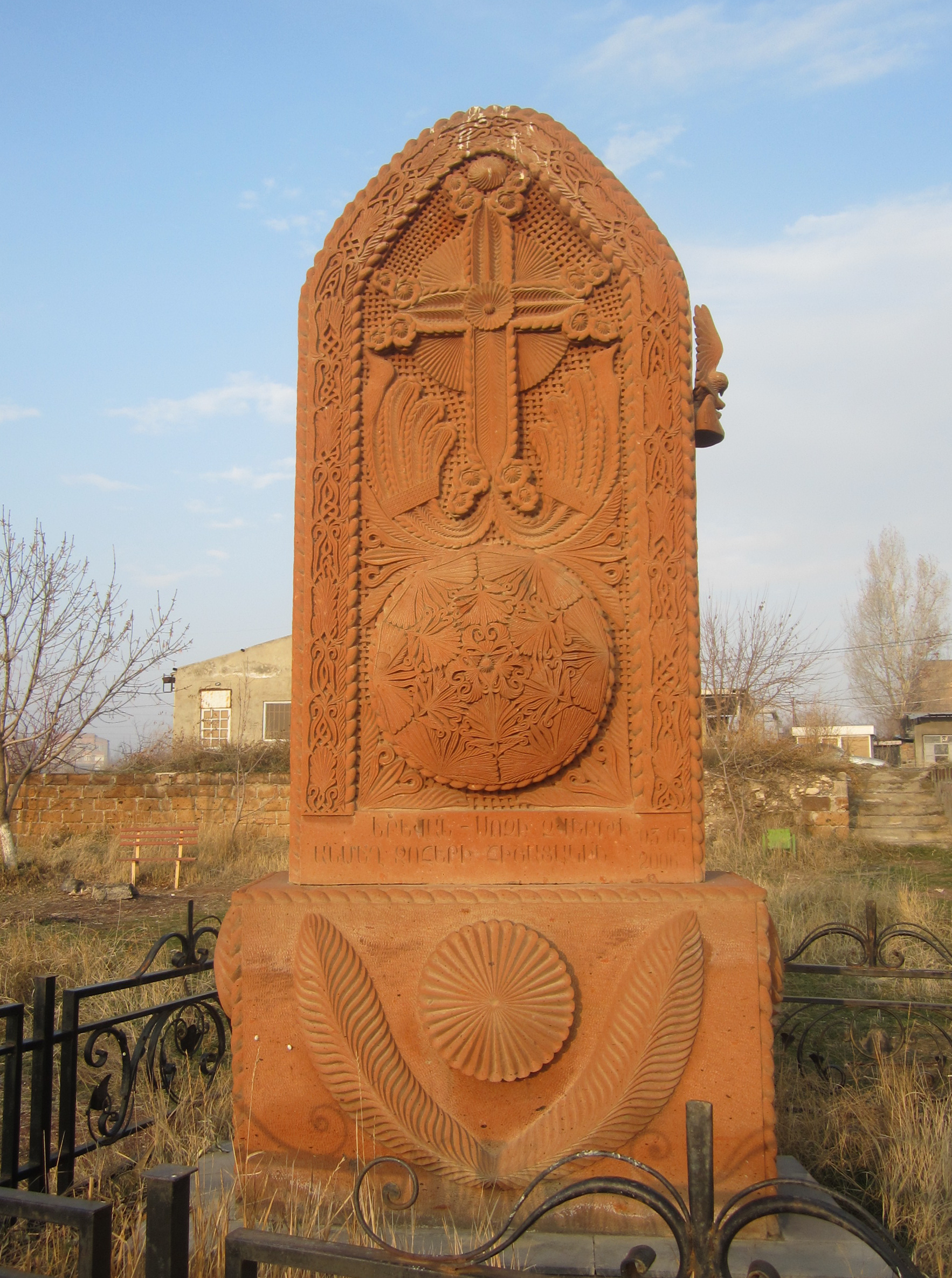
Un monumento a las 113 víctimas perdidas en el vuelo 967.

El vuelo 967 desapareció del radar de Sochi a las 02:13 hora local. El Jefe de Operación de Vuelo NG Savelyev alertó a todos los servicios de búsqueda y rescate de la zona y desplegó un helicóptero Mi-8. A las 02:19, la desaparición del vuelo 967 fue informado al Ministro de Emergencias de Rusia. El helicóptero de búsqueda estaba listo para despegar para encontrar el vuelo perdido, pero Sochi no lo permitió debido al deterioro del clima. Luego se suspendió la operación de búsqueda y rescate. A las 04:08, el barco del Ministerio de Emergencias Valery Zamarayez, encontró la probable zona del accidente. Luego, los rescatistas fueron al área de búsqueda. De 07:30 a 12:30, el equipo de búsqueda y rescate recuperó 9 partes del cuerpo del lugar del accidente. 
El personal de búsqueda y rescate solo logró recuperar algunos de los escombros del vuelo. Recuperaron la nariz, el tren de aterrizaje, la aleta, el elevador y varios otros fragmentos del Airbus. También se encontraron unidades de cableado y electrónicas. El equipo de búsqueda y rescate también encontró un total de 52 fragmentos de cadáveres. La Oficina de Investigación y Análisis para la Seguridad de la Aviación Civil (BEA) señaló que, en el momento en que el vuelo 967 impactó el mar, se extendió el tren de aterrizaje. La parte inferior del timón resultó gravemente dañada debido a las fuerzas del impacto. Varias partes del elevador de aviones también resultaron dañadas. Algunas de las partes de la aeronave recuperadas del mar estaban severamente deformadas.

## Causas

### Clima
Se consideró que el clima en ese momento era bueno. La presión baja estaba presente cerca de Sochi en ese momento. También se detectó un frente frío que se estaba formando en el borde del Cáucaso y más al este de Turquía en ese momento. La lluvia también estuvo presente en Adler (Sochi). En el período de transición de primavera, a menudo se producían nubes bajas en el borde del Cáucaso, lo que podría tener una visibilidad limitada para los pilotos. Esto resultó ser peligroso, ya que la mayoría de los vuelos controlados al terreno (CFIT) se producen debido a este tipo de nube (que oscurece la referencia visual de los pilotos). 
Antes de despegar de Ereván, se informó a la tripulación sobre las condiciones meteorológicas en Sochi. En ese momento, el clima en Sochi era bueno. Después del despegue del vuelo 967, los pilotos recibieron otro informe meteorológico. Todavía estaba en buenas condiciones, con nubes considerables, neblina y lluvia ligera. El clima en ese momento no habría permitido un vórtice (es decir, tormenta, tornado, corriente descendente). En las horas siguientes, la probabilidad de que ocurriera un vórtice se redujo a cero. Cuando el vuelo 967 entró en Sochi, las condiciones meteorológicas se habían deteriorado. Ocurrió una ola de frente frío en Sochi, produciendo Cumulonimbusnube. La lluvia se intensificó y la visibilidad se redujo a 1.500 m. Durante varios minutos, el clima mejoró para el aterrizaje. Los controladores dieron instrucciones al vuelo 967 para que abortara su descenso y realizara una vuelta de inmediato, ya que había nubes bajas en el aeropuerto de Sochi . Poco después, el vuelo 967 desapareció del radar de Sochi. 

### Análisis de las grabadoras
Poco después de que el vuelo 967 impactara el agua, las señales de radiobaliza, conocidas como transmisor de localización de emergencia (ELT), comenzaron a sonar. La BEA francesa recuperó la grabadora de voz de cabina (CVR) y la grabadora de datos de vuelo (FDR) sumergidas en el Mar Negro y descubrió que solo había daños menores en ambas grabadoras. Posteriormente, la BEA examinó tanto el CVR como el FDR. 

#### Examen
Según el examen, el vuelo transcurrió sin incidentes hasta la aproximación. Sin embargo, durante la etapa de crucero del vuelo, el primer oficial Davtyan declaró: "es improperio quién opera esos vuelos con el nerviosismo y sin dormir lo suficiente". Esto puede indicar que no tenía las horas adecuadas para dormir, lo que significa que estaba fatigado en ese momento. La BEA también señaló que ninguno de los pilotos entendía cómo funciona el piloto automático de un Airbus A320. El análisis de las comunicaciones internas en esta etapa del vuelo muestra que el Capitán Grigoryan estaba molesto por el hecho de que en el modo DESCENSO (MODO GESTIONADO) la velocidad de descenso no era tan alta como esperaba. BEA señaló que en este modo, la velocidad de descenso se calcula automáticamente, dependiendo de una serie de parámetros que describen el descenso, por ejemplo, la actitud de la aeronave en relación con el perfil preestablecido, etc.
El vuelo 967 recibió instrucciones de la Torre de Sochi para que pasara los puntos de referencia GUKIN y TABAN. Luego pasó ambos puntos de referencia. Mientras se inclinaba hacia la aproximación final, empezó a llover. El primer oficial Davtyan luego reaccionó exageradamente diciendo palabras de exclamación, posiblemente debido al estrés emocional. El controlador de Sochi luego le dijo a la tripulación del vuelo 967 que el clima en Sochi se había deteriorado y le ordenó al piloto que abortara el descenso. La tripulación reaccionó exageradamente a este informe, respondiendo con palabras negativas e improperios al controlador. La tripulación había estado discutiendo el tema durante tres minutos, jurando sobre las acciones del controlador incluso entre los elementos de la lista de verificación. Tal comportamiento por parte de la tripulación debe haber resultado inevitablemente en un aumento de su estrés psicoemocional.
La aeronave ascendió, comenzó a ladearse y los flaps se extendieron a 18°. En este punto, se escuchó al capitán Grigoryan en el CVR decir: "improperio" al controlador de Sochi. Luego, la tripulación se puso en contacto con el controlador de espera de Sochi, así como con el controlador final. Luego seleccionaron el modo de descenso "captura de pendiente de planeo", que es un descenso automático. La aeronave descendía con dos pilotos automáticos activados y el empuje automático activado. La velocidad fue controlada por el empuje automático a la velocidad objetivo de 137kN (254 km/h), estabilizada en la pendiente de planeo, en la configuración de aterrizaje y lista para aterrizar. Luego, la tripulación procede a la lista de verificación de aterrizaje.
La Torre de Sochi les indicó que abortaran su descenso y realizaran un recorrido, ya que se habían formado nubes bajas cerca del aeropuerto. El avión subió, las palancas de empuje se movieron a la posición de ascenso, los flaps y listones permanecieron completamente extendidos y el tren de aterrizaje permaneció completamente extendido. Unos minutos más tarde, sonó la advertencia "Speed Speed Speed" (BAJA ENERGÍA). Esta advertencia advierte a la tripulación que "la energía de la aeronave está disminuyendo hasta el límite, por debajo del cual se debe aumentar el empuje del motor para recuperar un ángulo positivo de la trayectoria de vuelo". En el momento en que sonó la advertencia sonora, la altitud de la aeronave era de 350 m, la tripulación presionó el botón TO/GA.
BEA declaró que ninguna de las acciones de la tripulación era importante y necesaria para un procedimiento de ida y vuelta, como extender los flaps y el tren de aterrizaje. Esto demostró que, en ese momento, la condición de ambas tripulaciones de vuelo no estaba en el nivel óptimo. BEA también sospechó que la tripulación no detectó ni notó la advertencia de BAJA ENERGÍA.
Luego, la tripulación desactivó el piloto automático, ya que arrojaron dudas sobre el piloto automático (en la etapa de crucero del vuelo, el primer oficial Davtyan bromeó sobre el piloto automático, afirmando que el piloto automático del capitán Grigoryan era mejor que él, lo que indica que tenían dudas sobre el piloto automático y sospechaba que no estaba funcionando correctamente. El capitán Grigoryan luego ladeó el avión a la derecha.
Ambos miembros de la tripulación se estresaron más física y emocionalmente, ya que más conversaciones entre ellos revelaron que sus entonaciones se volvían cada vez más altas. Luego, la aeronave disminuyó su actitud de cabeceo hacia arriba y se inclinó hacia la derecha. Entonces, uno de los miembros de la tripulación pisó los pedales del timón, lo que provocó que el timón se desvíe. Esto no fue necesario. La BEA sospecha que el Capitán Grigoryan pisó los pedales mientras estaba bajo estrés psicoemocional. Debido al estrés emocional que estaba sufriendo en ese momento, no se dio cuenta de que había pisado los pedales.
BEA luego descubrió que la tripulación pudo haber estado sufriendo una ilusión somatogravic en vuelo. La ilusión somatogravica, en la aviación, es un tipo de ilusión óptica que puede hacer que la tripulación piense que se está lanzando hacia arriba, mientras que en realidad no es así. Esto podría suceder durante el vuelo nocturno (provocando que la tripulación perdiera su referencia visual, ya que estaba oscuro) acompañado de la falta de seguimiento del indicador de vuelo. La ilusión somatogravic fue responsable del accidente del vuelo 072 de Gulf Airen Bahréin. Sin embargo, la BEA también sospechaba de las características específicas de la indicación de velocidad en el PFD, especialmente las limitaciones de velocidad para la configuración del Airbus A320 que se muestran como las barras rojas en la parte superior de la franja indicadora de velocidad. Uno de los miembros de la tripulación podría haber adoptado el reflejo adquirido en el entrenamiento, por ejemplo, en respuesta a una advertencia TCAS cuando el piloto está ansioso por evitar la parte roja mostrada en la escala del instrumento, lo que puede resultar en el movimiento instintivo hacia adelante del costado. Stick, especialmente cuando el piloto se encuentra en un estado de tensión psicoemocional. Esta versión se sustenta en el hecho de que el piloto estaba monitoreando la velocidad de vuelo y sus limitaciones (VFE) que dependían de la configuración del Airbus A320 y retraía los flaps y slats de manera oportuna. y las entradas de control en el joystick lateral coincidieron con los momentos en los que la velocidad actual se acercaba al valor límite. Sin embargo, ninguna de estas causas probables tiene suficiente evidencia.
La tripulación del vuelo 967 luego se comunicó con la Torre de Sochi. Sus palabras no fueron completadas; "Radar de Sochi, Armavia 967". Esta fue la última comunicación del vuelo 967, ya que el capitán Grigoryan ordenó al primer oficial Davtyan que extendiera completamente los flaps. 
Después de que el primer oficial Davtyan extendió las aletas al máximo, unos segundos después, sonó la advertencia maestra y continuó haciéndolo hasta el final de la grabación. La velocidad en ese momento era demasiado rápida, lo que podría romper los flaps y hacer que el avión se estrellara, similar al vuelo 2553 de Austral Líneas Aéreas . El avión se inclinaba hacia la derecha. El vuelo 967 comenzó una actitud de morro hacia abajo y los flaps luego se retrajeron a 18°. El capitán Grigoryan luego hizo una entrada de 11° con el morro hacia abajo, lo que provocó que el avión descendiera aún más.
El capitán Grigoryan agravó aún más la situación al realizar una entrada de margen derecha, lo que provocó que el avión se inclinara severamente hacia la derecha, con un ángulo de balanceo de 39°. El sistema de alerta de proximidad al suelo y luego sonó. El primer oficial Davtyan luego ordenó al capitán Grigoryan que se nivelara. En ese momento, el primer oficial Davtyan intervino y movió la palanca a la posición izquierda (20 ° a la izquierda) para contrarrestar el aumento de la margen derecha, mientras que el capitán Grigoryan continuó haciendo sus entradas de control para aumentar la margen derecha. Aparentemente, el primer oficial Davtyan solo estaba tratando de contrarrestar la inclinación, ya que también hizo una entrada de nariz hacia abajo, lo que provocó que el avión descendiera aún más.
Mientras intervenía, el primer oficial Davtyan no había presionado el botón de toma de control, por lo tanto, se agregaron y prohibieron las entradas de control de ambos pilotos. Esto se conoce como entrada dual. Se prohíbe este tipo de pilotaje dual. La advertencia de entrada dual debería haber sonado en ese momento, sin embargo, debido a que su prioridad es menor que la advertencia de proximidad al suelo, no lo hizo, por lo que ninguno de los pilotos sabía que estaban haciendo entradas dobles en la aeronave.
La atención de la tripulación podría haber sido distraída por la dirección del controlador. El controlador estaba enviando a la tripulación un mensaje de 20 segundos, que era demasiado largo. Mientras el avión descendía, uno de los miembros de la tripulación movió repentinamente la palanca de empuje hacia atrás, a su posición inactiva, y luego movió la palanca de empuje hacia adelante, lo que provocó que el acelerador automático se desacoplara. Luego, la tripulación intentó desesperadamente levantar el avión, pero el avión impactó el agua a una velocidad de 285 nudos (528 km/h; 328 mph), matando a todos a bordo instantáneamente.

### Conclusiones principales del informe final del accidente
El accidente del vuelo 967 de Armavia fue un vuelo controlado al terreno (CFIT), específicamente al agua, mientras se realizaba una maniobra de escalada después de una aproximación abortada al aeropuerto de Sochi por la noche con condiciones climáticas por debajo de los mínimos de aterrizaje para la pista 06.
Mientras realizaba el ascenso con el piloto automático desactivado, el capitán, que se encontraba en una condición de estrés psicoemocional, realizó entradas de control con el morro hacia abajo debido a la pérdida de conciencia de cabeceo y balanceo. Esto inició la situación anormal. Las insuficientes entradas de control de cabeceo del capitán provocaron una falla en la recuperación de la aeronave y causaron que se estrellara.
Junto con las entradas de control inadecuadas del capitán, los factores que contribuyeron al accidente también fueron la falta de monitoreo de la actitud de cabeceo, la altitud y la velocidad vertical de la aeronave por parte del primer oficial y la falta de reacción adecuada de la tripulación a las advertencias del GPWS . 